# Monchaux-sur-Écaillon
Monchaux-sur-Écaillon is een gemeente in het Franse Noorderdepartement (regio Hauts-de-France). De gemeente telt 592 inwoners (2004). De plaats maakt deel uit van het arrondissement Valenciennes.

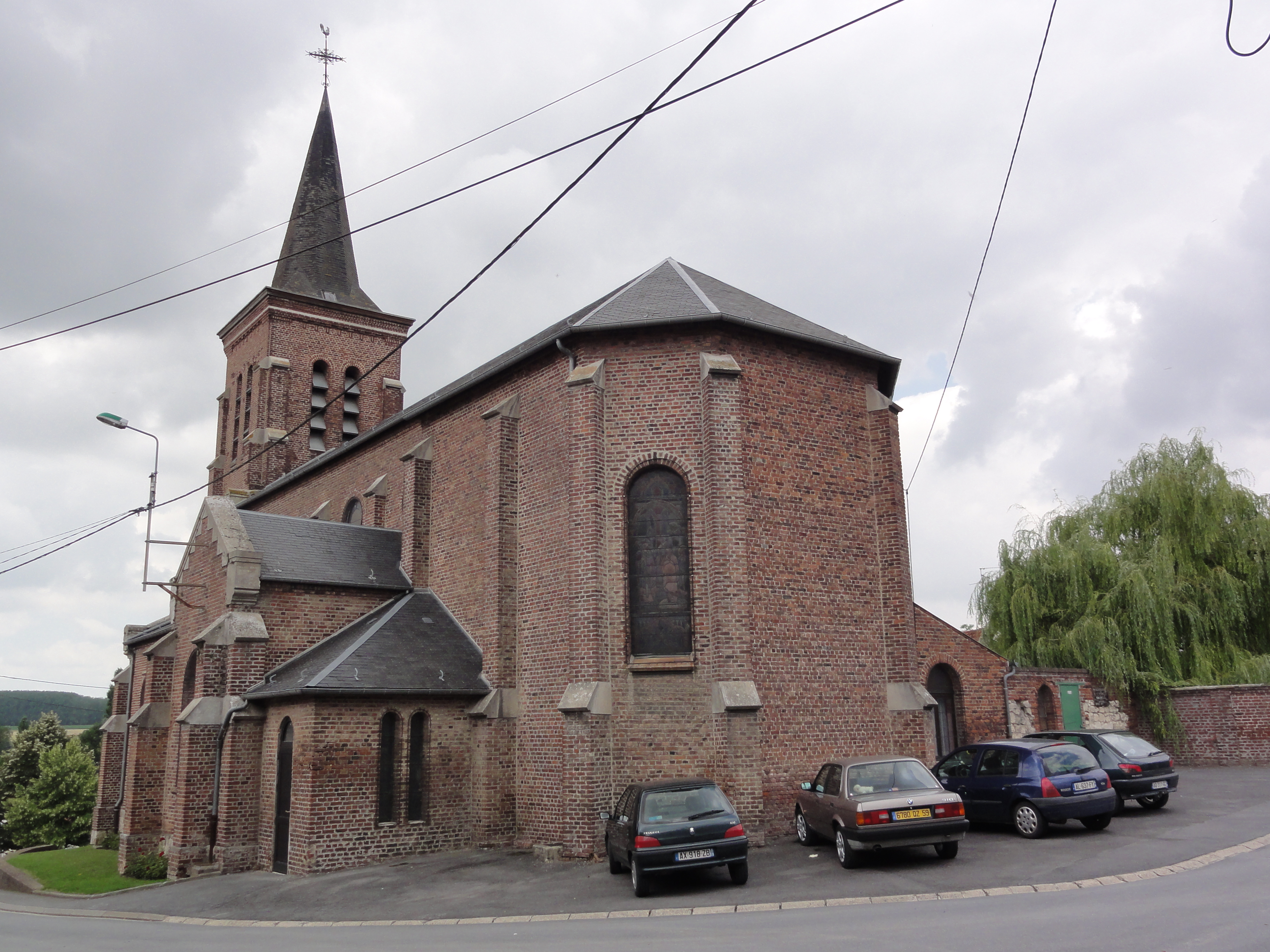
Église Saint-Remi

## Geografie
De oppervlakte van Monchaux-sur-Écaillon bedraagt 4,5 km², de bevolkingsdichtheid is 131,6 inwoners per km².

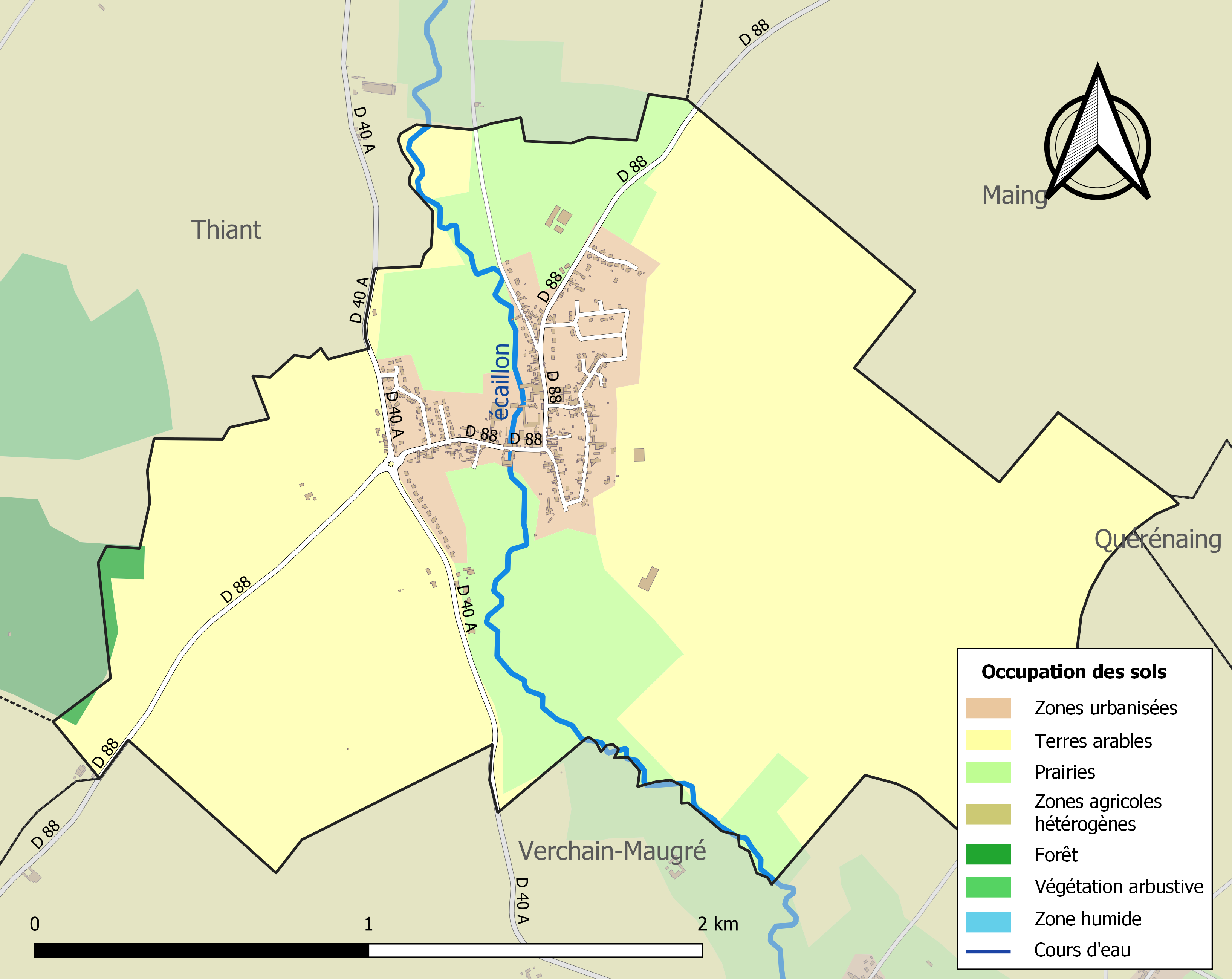
Kaart van de gemeente met belangrijkste infrastructuur, bodemgebruik en omliggende gemeenten

## Bezienswaardigheden
- De Église Saint-Remi
- Op de gemeentelijke begraafplaats van Monchaux-sur-Écaillon bevindt zich een perk met 9 Britse gesneuvelden uit de Eerste Wereldoorlog

## Demografie
Onderstaande figuur toont het verloop van het inwonertal (bron: INSEE-tellingen).